# Подарок Ангелу
Благотворительный фонд помощи детям и взрослым «Подарок Ангелу» — российский негосударственный благотворительный фонд, созданный в 2014 году для оказания помощи и поддержки семей, в которых воспитываются дети с нарушением опорно-двигательного аппарата. Помимо адресной помощи, одна из задач деятельности фонда — популяризация помощи маломобильным людям, повышение уровня знаний о проблемах людей с ДЦП, а также благотворительности в целом.
Генеральным директором фонда является российский продюсер и общественный деятель Анастасия Валерьевна Приказчикова.

## История создания
В 2014 году мама особенного ребенка Галина Тихонова создала интернет-проект «Подарок Ангелу» в социальной сети Facebook, участники которого на добровольных началах оказывали помощь детям с церебральным параличом. В 2015 году на основе проекта была создана одноимённая некоммерческая организация, которую возглавила Анастасия Приказчикова.
Надзор за деятельностью благотворительного фонда осуществляет Попечительский совет, в состав которого в разные годы входили генеральный директор «Сноб Медиа» Марина Геворкян, актёр Дмитрий Певцов, певец Влад Топалов, актриса Жанна Эппле, певец Данко, телеведущая Елена Николаева, певица Надя Ручка, музыкант Роман Архипов, певица Ирина Ортман и другие.

## Деятельность
Фонд реализует благотворительные программы, направленные на помощь семьям, воспитывающим детей с инвалидностью. В качестве основного направления деятельности декларируется поддержка детей с детским церебральным параличом, однако в настоящее время фонд оказывает помощь людям и с другими серьезными заболеваниями.
Фонд совместно с детским телеканалом «Карусель» реализует проект «Главное — мечтать!», направленный на социализацию и повышение жизненной мотивации детей с тяжелыми заболеваниями.
С 2018 года реализуется всероссийский проект «Школа особенного родителя», главная цель которого — развитие специальных навыков у родителей, воспитывающих детей с двигательными нарушениями.
С 2018 года фонд реализует компанию «Спасибо», направленную на информирование общества о детском церебральном параличе и проблемах семей, в которых воспитываются дети с ДЦП, а также на привлечение физических лиц к участию в благотворительности. Благодаря кампании благотворительную помощь получили более 1300 детей. За данную кампанию фонд был удостоен премии «Effie Awards Russia 2019» в номинации «НКО. Благотворительные организации». В этом же году при поддержке Фонда президентских грантов был реализован проект «Школа особенного родителя», в рамках которого проводились занятия с физическим терапевтом (реабилитологом).
Во Всемирный день помощи людям с церебральным параличом, который в 2019 году отмечался 2 октября, был приурочен релиз социальной кампании «Первый шаг за вами». В октябре 2019 года фондом была запущена социальная кампания «Доброшрифт» для информирования общества о проблемах людей с ДЦП. К проекту присоединились более 400 российских и международных компаний.
Летом 2020 года фонд запустил социальную кампанию «Не понарошку».
В 2020 году был запущен проект «Ступени взросления», который ориентирован на социализацию подростков с церебральным параличом и другими нарушениями опорно-двигательного аппарата, направленный на повышение уровня их жизненной мотивации и преодоление барьеров, препятствующих получению профессии, включающий в себя комплексную работу с подростками.
В 2021 году фонд создал шестисерийный документальный цикл «неФОРМАТ», повествующий о биографиях известных людей с инвалидностью. Среди героев цикла — первая российская модель с ДЦП Анастасия Абро; блогер Паша Лапушкин, которому после родов диагностировали редкое заболевание — несовершенный остеогенез; комик с диагнозом церебральный паралич Сергей Кутергин и другие.
В 2023 году был запущен проект «Практика». Программа была разработана факультетом психологии Института общественных наук РАНХиГС и включает в себя: видео, семинары для повышения уровня знаний; очные групповые и индивидуальные занятия.
Также фонд обучает родителей домашним реабилитационным практикам и правилам ухода за ребенком с двигательными нарушениями.
Проекты фонда неоднократно были поддержаны Фондом президентских грантов, а также Комитетом общественных связей и молодёжной политики и Департаментом труда и социальной защиты населения Правительства города Москвы.
Фонд оказывает материальную помощь медицинским учреждениям на территории ЛДНР, адресную помощь беженцам на территории России, помогает в реабилитации пострадавшим.

## Скандалы
В январе 2021 года фонд выпустил наружную социальную рекламу, вызвавшую большой общественный резонанс. Разработчики использовали провокационную форму подачи, чтобы привлечь внимание к актуальным проблемам родительского сообщества. Крупным шрифтом на билборде, размещенном в Москве, было написано «В инвалидности ребенка виноваты родители». Ниже расположена менее заметная надпись на красном фоне — «Может не быть виноватых». Рекламу посчитали неэтичной и оскорбительной по отношению к родителям детей-инвалидов. Впоследствии стало известно, что похожих билбордов с разными провокационными фразами несколько.
Из-за негативной реакции общественности билборды были демонтированы спустя несколько дней. Экспертами подвергнуты критике не только этическая составляющая социальной рекламы, но и визуальные решения.